# Michael Regener
Michael Regener, noto anche con lo pseudonimo di Lunikoff (Berlino Est, 10 maggio 1965), è un cantante e chitarrista tedesco.